# Brígida Susana Esteves da Silva

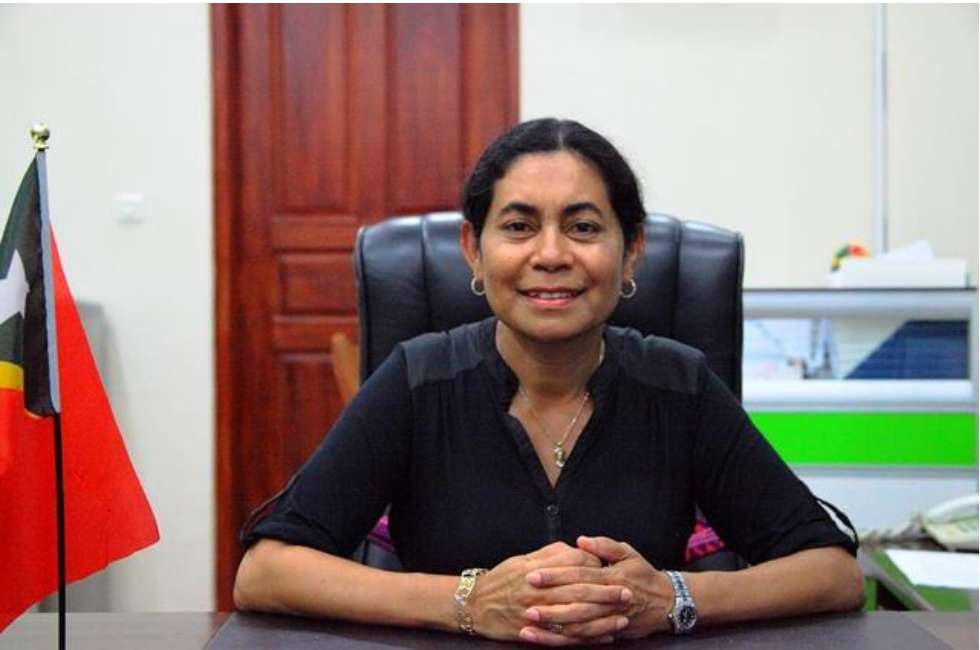
Brígida Susana Esteves da Silva (2013)

Brígida Susana Esteves da Silva (* 11. August 1961 in Uatucarbau, Portugiesisch-Timor) ist eine osttimoresische Beamtin. Von 2013 bis 2016 war sie Leiterin der Generaldirektion für das Zollwesen im Finanzministerium Osttimors, der Vorgängerin der Zollbehörde Osttimors.

## Werdegang
Silva wurde in Uatucarbau geboren, das heute zur Gemeinde Viqueque gehört. 1981 begann sie ihr Berufsleben im damals von Indonesien besetzten Osttimor im Distrikt Dili als Beamtin in der Abteilung für Öffentliche Arbeiten. 1993 erhielt sie einen Abschluss in Physik für das Lehramt an der Universität im indonesischen Salatiga. Von 1996 bis 1999 koordinierte sie Aufforstungs- und Wiederaufforstungsprojekte in der Abteilung für Umwelt.
Nach dem Abzug der Indonesier war Silva von 2000 bis 2001 für die Übergangsverwaltung der Vereinten Nationen für Osttimor (UNTAET) tätig. 2004 machte sie einen Master-Abschluss in Stadt- und Regionalplanung an der amerikanischen University of Hawaiʻi at Mānoa. Von 2005 bis 2008 arbeitete sie für die Asiatische Entwicklungsbank (ADB). 2010 wurde Silva im osttimoresischen Finanzministerium Leiterin der Nationaldirektion für das Zollwesen.
2013 wurde die Nationaldirektion zur Generaldirektion erhoben. Silva stand nun drei untergeordneten Nationaldirektionen vor, mit der Zuständigkeit für Verwaltung und Erhebung von Steuern und Zollgebühren bei der Einreise in das nationale Hoheitsgebiet Osttimors. 2016 wurde Silva in dem Amt von José António Fatíma Abílio abgelöst.